# Karl-Otto Habermehl

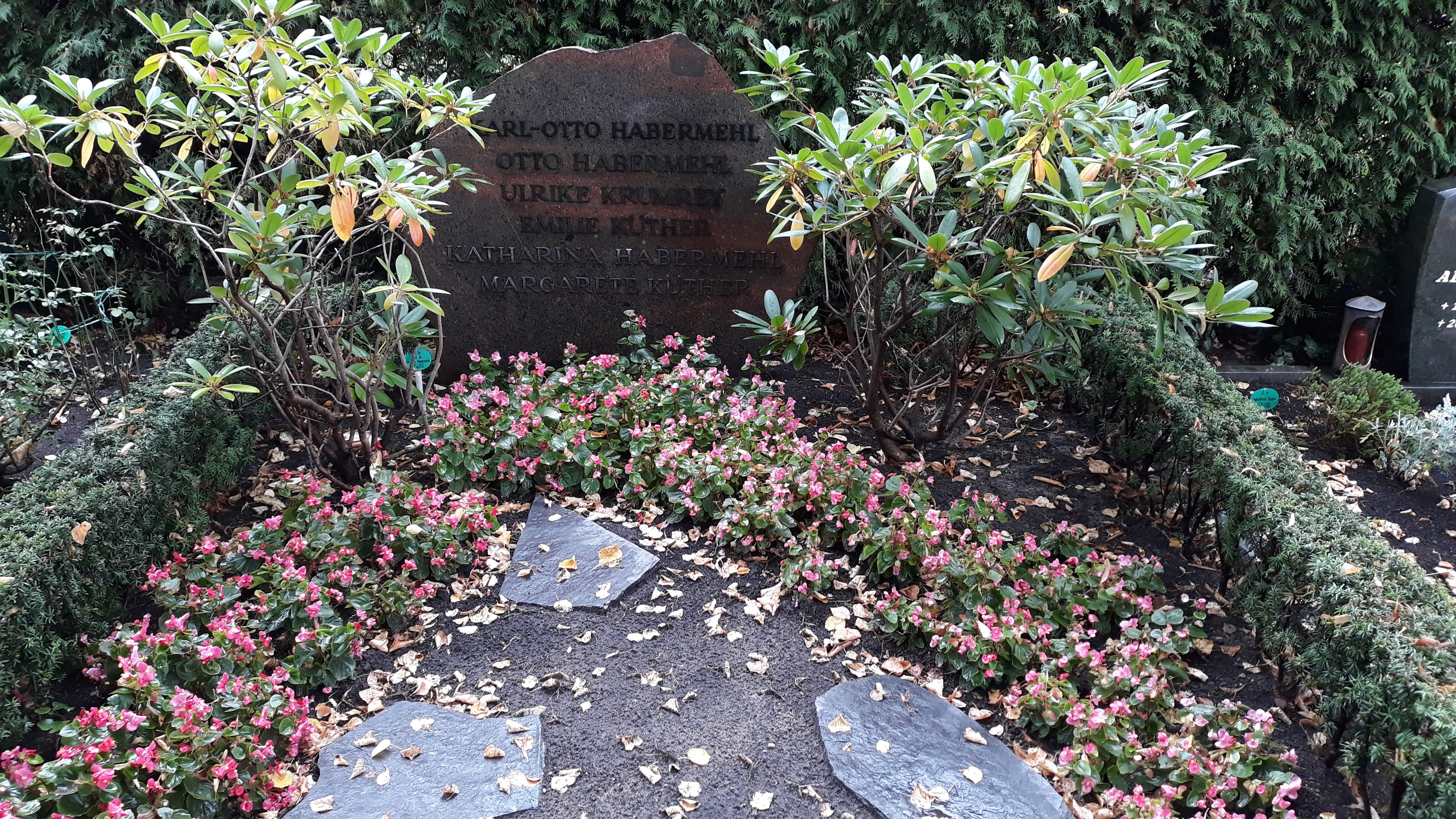
Das Grab von Karl-Otto Habermehl im Familiengrab auf dem Friedhof Lankwitz in Berlin.

Karl-Otto Habermehl (* 31. Januar 1927 in Köslin; † 7. Juni 2005 in Berlin) war ein deutscher Arzt und Virologe. Er war einer der ersten deutschen Wissenschaftler, die sich nach dem Zweiten Weltkrieg mit der Virologie beschäftigt haben und leistete auf diesem Gebiet vor allem Grundlagenforschung und entwickelte zahlreiche klinisch-diagnostische Verfahren zur Entdeckung von HIV- und anderen Virusinfektionen.

## Leben
Habermehl studierte ab 1948 Medizin an der neu gegründeten Freien Universität Berlin (FU Berlin). Nach seiner Promotion und Ausbildung zum Facharzt für Innere Medizin sowie zum Facharzt für Laboratoriumsmedizin war er zunächst in einem Berliner Krankenhaus als Internist und leitender Oberarzt tätig. An seine Habilitation im Jahre 1964 auf dem Fachgebiet der Inneren Medizin schlossen sich mehrere längere Aufenthalte an verschiedenen US-amerikanischen Forschungsinstituten sowie eine Stelle als Direktor des New York State Department of Health (der Gesundheitsbehörde im US-Bundesstaat New York) an. 1970 wurde er an eine neu eingerichtete virologische Forschungseinheit der Deutschen Forschungsgemeinschaft und des Stifterverbandes für die Deutsche Wissenschaft nach Berlin berufen.
1975 nahm Habermehl einen Ruf an die Freie Universität Berlin an und wurde Professor am neu eingerichteten Lehrstuhl für Virologie. Damit verbunden war die Überführung der bisherigen Forschungseinheit in das neu gegründete Institut für Klinische und Experimentelle Virologie der FU Berlin, dessen Leitung er als Direktor bis zu seiner Emeritierung 1997 innehatte. Die Einrichtung erlangte mit Habermehls Tätigkeit hohe internationale Reputation und zog weitere angesehene Wissenschaftler an die Universität.

## Wirken
Durch sein breites Forschungsspektrum etablierte er die Virologie in Deutschland. Vor allem gelang es ihm, die molekularbiologischen Grundlagen von Viren mit deren Funktion als Krankheitserreger (Pathogenität) zu verbinden. Seine Untersuchungen trugen wesentlich zur Aufklärung der Infektionen mit Pockenviren, dem Poliomyelitis-Virus und Herpesviren bei. Habermehls erklärtes Ziel war eine Verbindung seiner Grundlagenforschung mit dem medizinischen Alltag durch die Anwendung seiner Ergebnisse in der klinischen Diagnostik. So war er maßgeblich an der Entwicklung neuer Testmethoden beteiligt und trieb den Aufbau einer automatisierten Virus-Diagnostik voran. Vor allem die Transfusionsmedizin profitierte von seiner Arbeit: So führte er in Berlin erstmals die Testung von Blutspendern auf HIV durch und erreichte dadurch eine Verminderung des Transfusionsrisikos.
Für seine Arbeit erhielt Habermehl zahlreiche Ehrungen und Auszeichnungen: neben dem Bundesverdienstkreuz 1. Klasse und dem Großen Bundesverdienstkreuz (1996) auch den Verdienstorden des Landes Berlin (1993), Verdienstmedaillen verschiedener Akademien der Wissenschaften, die Ernst-von-Bergmann-Plakette sowie zahlreiche Ehrenmitgliedschaften in medizinischen Vereinigungen, aber auch Ehrendoktorate und Ehrenprofessuren diverser Universitäten.
| Personendaten    | Personendaten               |
| ---------------- | --------------------------- |
| NAME             | Habermehl, Karl-Otto        |
| KURZBESCHREIBUNG | deutscher Arzt und Virologe |
| GEBURTSDATUM     | 31. Januar 1927             |
| GEBURTSORT       | Köslin                      |
| STERBEDATUM      | 7. Juni 2005                |
| STERBEORT        | Berlin                      |